# Tina Pica
Tina Pica, all'anagrafe Concetta Luisa Annunziata Pica (Napoli, 31 marzo 1884 – Napoli, 16 agosto 1968), è stata un'attrice italiana, attiva nel teatro e nel cinema.

## Biografia
Nacque nel rione Borgo Sant'Antonio, da Giuseppe Pica e dall'attrice Clementina Cozzolina. Ancora bambina, cominciò a lavorare come attrice con i suoi genitori in una compagnia teatrale ambulante, a Napoli e dintorni, distinguendosi per il notevole talento. In gioventù lavorò nella popolare Compagnia Drammatica diretta da Federico Stella, formazione che, in pianta stabile al Teatro San Ferdinando di Napoli, portava in scena i drammi di Eduardo Minichini, Luigi De Lise, Francesco G. Starace, Crescenzo Di Maio e dello stesso Federico Stella.

Tina Pica e Vittorio De Sica in Pane, amore e fantasia (1953)

La Pica a sua volta fondò una compagnia negli anni venti, il Teatro Italia, e cominciò a scrivere commedie. Negli anni trenta incontrò la compagnia di Eduardo De Filippo, con il quale iniziò una collaborazione in commedie teatrali, come Napoli milionaria, Filumena Marturano e Questi fantasmi. A parte l'apparizione in due film muti di Elvira Notari del 1916, il suo esordio nel cinema fu nel film Il cappello a tre punte (1934) di Mario Camerini, seguito da Fermo con le mani (1937) di Gero Zambuto, con Totò. Dopo Il voto (1950) ed Ergastolo (1952), interpretò Caramella in Pane, amore e fantasia (1953), in Pane, amore e gelosia (1954), per cui vinse il Nastro d'argento alla migliore attrice non protagonista, e in Pane, amore e... (1955). Questi tre film la consacrarono come una delle caratteriste comiche più amate del cinema italiano del dopoguerra.
Tra le sue interpretazioni più popolari si ricordano Buonanotte... avvocato! (1955), Destinazione Piovarolo (1955), Un eroe dei nostri tempi (1955), Era di venerdì 17 (1956), Ci sposeremo a Capri (1956), La nonna Sabella (1957), La nipote Sabella (1958), Lazzarella (1957), Il conte Max (1957), La zia d'America va a sciare (1958), La duchessa di Santa Lucia (1959), La Pica sul Pacifico (1959), Non perdiamo la testa (1959) e Ieri, oggi, domani (1963), il suo ultimo film, a 79 anni.
Tina Pica sposò nel 1912 l'orefice Michele Ferrari, che morì dopo sei mesi di matrimonio. Qualche anno dopo morì pure la loro bambina. Nel 1935 Tina sposò un appuntato della polizia municipale, Vincenzo Scarano. Con lui scrisse anche alcuni testi teatrali. Rimasero insieme fino alla morte di lui, nel 1967.
Tina Pica morì a Napoli a casa del nipote Giuseppe, il 16 agosto 1968, a 84 anni. Fu sepolta nel cimitero Nuovissimo di Poggioreale.

## Filmografia

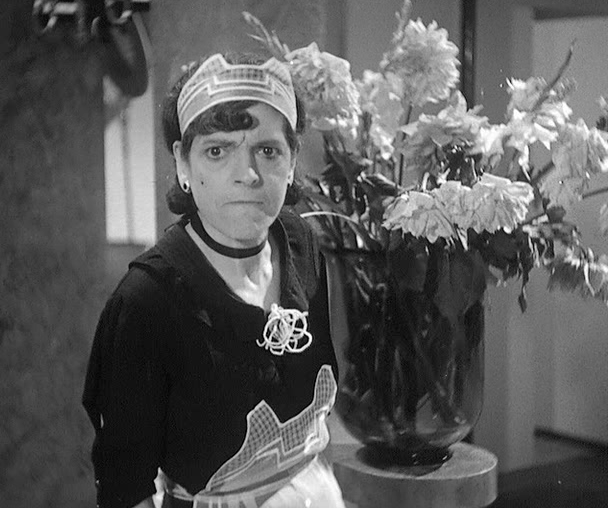
Tina Pica in Fermo con le mani (1937)

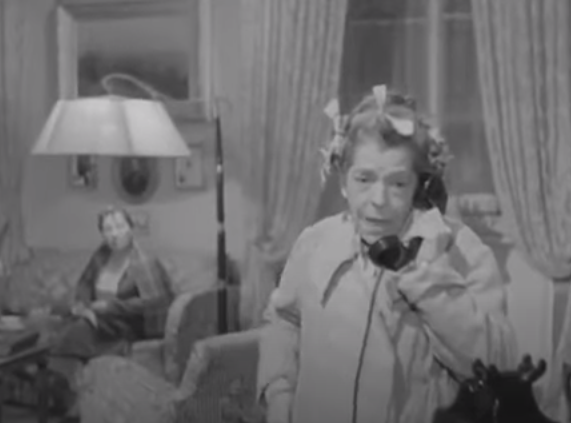
Tina Pica in Un eroe dei nostri tempi (1955)

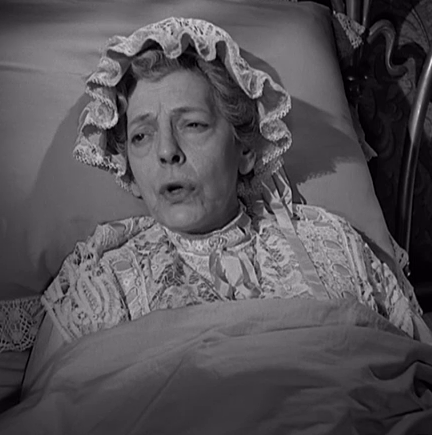
Tina Pica in La nonna Sabella (1957)

- Carmela, la sartina di Montesanto, regia di Elvira Notari (1916)
- Ciccio, il pizzaiuolo del Carmine, regia di Elvira Notari (1916)
- Il cappello a tre punte, regia di Mario Camerini (1934)
- Fermo con le mani, regia di Gero Zambuto (1937)
- L'ha fatto una signora, regia di Mario Mattoli (1938)
- Il marchese di Ruvolito, regia di Raffaello Matarazzo (1939)
- Terra di nessuno, regia di Mario Baffico (1939)
- Sperduti nel buio, regia di Camillo Mastrocinque (1947)
- Proibito rubare, regia di Luigi Comencini (1948)
- Il voto, regia di Mario Bonnard (1950)
- Porca miseria!, regia di Giorgio Bianchi (1951)
- Destino, regia di Enzo Di Gianni (1951)
- Filumena Marturano, regia di Eduardo De Filippo (1951)
- Marito e moglie, regia di Eduardo De Filippo (1952)
- Ergastolo, regia di Luigi Capuano (1952)
- Rimorso, regia di Armando Grottini (1952)
- Inganno, regia di Guido Brignone (1952)
- Città canora, regia di Mario Costa (1952)
- Processo alla città, regia di Luigi Zampa (1952)
- Pane, amore e fantasia, regia di Luigi Comencini (1953)
- Siamo ricchi e poveri, regia di Siro Marcellini (1954)
- Carosello napoletano, regia di Ettore Giannini (1954)
- Cuore di mamma, regia di Luigi Capuano (1954)
- Graziella, regia di Giorgio Bianchi (1954)
- L'oro di Napoli, regia di Vittorio De Sica (1954)
- Napoli è sempre Napoli, regia di Armando Fizzarotti (1954)
- Pane, amore e gelosia, regia di Luigi Comencini (1954)
- Ballata tragica, regia di Luigi Capuano (1954)
- Le signorine dello 04, regia di Gianni Franciolini (1955)
- Due soldi di felicità, regia di Roberto Amoroso (1955)
- Cantate con noi, regia di Roberto Bianchi Montero (1955)
- Totò e Carolina, regia di Mario Monicelli (1955)
- Da qui all'eredità, regia di Riccardo Freda (1955)
- Il segno di Venere, regia di Dino Risi (1955)
- Buonanotte... avvocato!, regia di Giorgio Bianchi (1955)
- Destinazione Piovarolo, regia di Domenico Paolella (1955)
- Un eroe dei nostri tempi, regia di Mario Monicelli (1955)
- La moglie è uguale per tutti, regia di Giorgio Simonelli (1955)
- Io piaccio, regia di Giorgio Bianchi (1955)
- Pane, amore e..., regia di Dino Risi (1955)
- Un po' di cielo, regia di Giorgio Moser (1955)
- Una pelliccia di visone, regia di Glauco Pellegrini (1956)
- Ci sposeremo a Capri, regia di Siro Marcellini (1956)
- Arriva la zia d'America, regia di Roberto Bianchi Montero (1956)
- Guaglione, regia di Giorgio Simonelli (1956)
- La nonna Sabella, regia di Dino Risi (1957)
- Lazzarella, regia di Carlo Ludovico Bragaglia (1957)
- Il conte Max, regia di Giorgio Bianchi (1957)
- Era di venerdì 17, regia di Mario Soldati (1957)
- Non sono più guaglione, regia di Domenico Paolella (1957)
- La nipote Sabella, regia di Giorgio Bianchi (1958)
- La zia d'America va a sciare, regia di Roberto Bianchi Montero (1958)
- Napoli sole mio!, regia di Giorgio Simonelli (1958)
- Io, mammeta e tu, regia di Carlo Ludovico Bragaglia (1958)
- Mia nonna poliziotto, regia di Steno (1958)
- La duchessa di Santa Lucia, regia di Roberto Bianchi Montero (1959)
- Fantasmi e ladri, regia di Giorgio Simonelli (1959)
- La sceriffa, regia di Roberto Bianchi Montero (1959)
- La Pica sul Pacifico, regia di Roberto Bianchi Montero (1959)
- Non perdiamo la testa, regia di Mario Mattoli (1959)
- Ieri, oggi, domani, regia di Vittorio De Sica (1963)

## Riconoscimenti
- Nastro d'argento
  - 1955 – Migliore attrice non protagonista per Pane, amore e gelosia[3]

## Omaggi
Le sono state intitolate delle vie in varie città tra cui Roma, Gela e Caserta, oltre un giardino a Napoli.